# Scotinotylus sagittatus
Scotinotylus sagittatus là một loài nhện trong họ Linyphiidae.
Loài này thuộc chi Scotinotylus. Scotinotylus sagittatus được Alfred Frank Millidge miêu tả năm 1981.